# Chazemais
Chazemais ist eine französische Gemeinde mit 504 Einwohnern (Stand: 1. Januar 2022) im Département Allier in der Region Auvergne-Rhône-Alpes. Sie gehört zum Arrondissement Montluçon und zum Kanton Huriel.

## Lage
Die Gemeinde Chazemais liegt an der Queugne, etwa 15 Kilometer nordnordwestlich von Montluçon. Nachbargemeinden von Chazemais sind Saint-Désiré im Nordwesten und Norden, Saint-Vitte im Norden und Nordosten, Vallon-en-Sully im Nordosten, Nassigny im Osten, Audes im Osten und Südosten, La Chapelaude im Süden sowie Courçais im Südwesten und Westen.

## Bevölkerungsentwicklung
| Jahr                       | 1962 | 1968 | 1975 | 1982 | 1990 | 1999 | 2006 | 2016 | 2022 |
| Einwohner                  | 510  | 494  | 414  | 399  | 401  | 387  | 434  | 498  | 504  |
| Quellen: Cassini und INSEE |      |      |      |      |      |      |      |      |      |

## Sehenswürdigkeiten
- Kirche Saint-Denis aus dem 12. Jahrhundert
- Schloss La Bouchatte aus dem 19. Jahrhundert

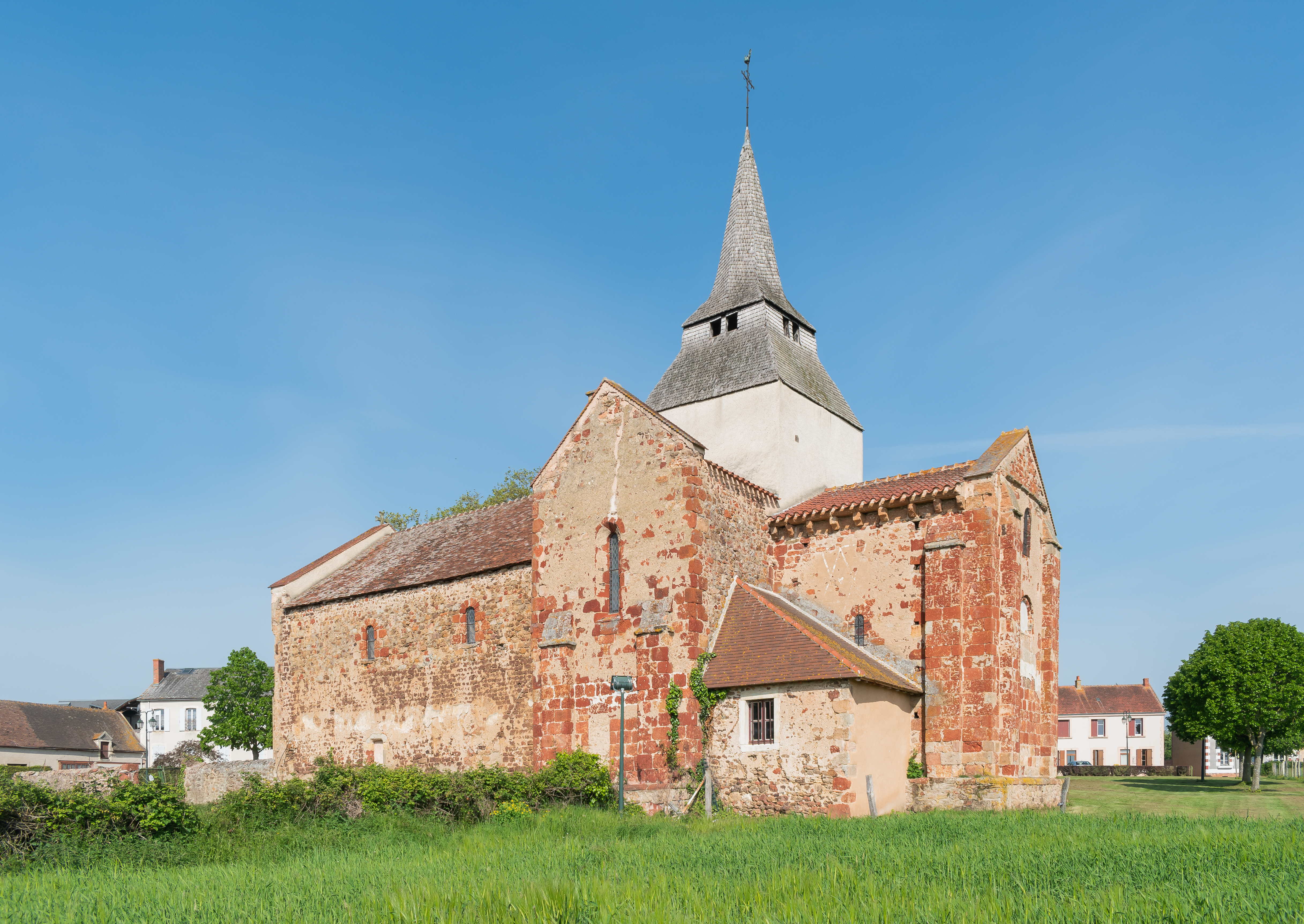
Kirche Saint-Denis

- Wasserturm